# Nothopsyche intermedia
Nothopsyche intermedia là một loài Trichoptera trong họ Limnephilidae. Loài này có ở miền Ấn Độ - Mã Lai và miền Cổ bắc.